# Varç (Alts Alps)
Vars (en francès Vars) és un municipi francès situat al departament dels Alts Alps i a la regió de Provença – Alps – Costa Blava.

## Demografia
| 1836                                       | 1962 | 1968 | 1975 | 1982 | 1990 | 1999 | 2006 | 2016 |
| ------------------------------------------ | ---- | ---- | ---- | ---- | ---- | ---- | ---- | ---- |
| 1016                                       | 245  | 433  | 779  | 897  | 941  | 637  | 597  | 527  |
| Des de 1962: població sense dobles comptes |      |      |      |      |      |      |      |      |

## Administració
| Període   | Identitat             | Partit        |
| --------- | --------------------- | ------------- |
| 1958-1986 | Marie François-Bénard | UDSR          |
| 1986-1989 | Raymond Rolland       | Divers droite |
| 1989-2014 | Pierre Eymeoud        | UMP           |
| 2014-2017 | Jean-Pierre Boulet    |               |
| 2017-     | Dominique Laudré      |               |